# Zvjezdan Cvetković
Zvjezdan Cvetković (Karlovac, 18. travnja 1960. – Zagreb, 27. veljače 2017.), bio je hrvatski nogometaš, bivši jugoslavenski reprezentativac. Brat nogometaša Bore Cvetkovića.

## Igračka karijera

### Klupska karijera
Karijeru je počeo u Karlovcu, a afirmirao se u zagrebačkome Dinamu. U zagrebački Dinamo došao je 1977. godine. Od 1980. do 1987. godine igrao je u 492 utakmice za Dinamo i postigao je 41 pogodak. Karijeru je nakon zagrebačkoga Dinama nastavio u Njemačkoj, u Waldhofu iz Mannheima. Igrajući za Waldhof zbog teške ozljede morao je prekinuti igračku karijeru. Na utakmici protiv Bayera iz Leverkusena 10. ožujka 1990. godine zadobio je bazilarnu frakturu lubanje.

### Reprezentativna karijera
Igrao je za juniorsku i mladu reprezentaciju Jugoslavije za koje je skupio šest nastupa. Za seniorsku A reprezentaciju Jugoslavije odigrao je devet utakmica i postigao jedan pogodak. Nastupio je na tri utakmice olimpijske reprezentacije i za seniorsku B reprezentaciju Jugoslavije.

## Trenerska karijera
Nakon završetka igračke karijere i povratka u Zagreb tu je završio Višu trenersku školu. 2005. godine bio je trener zagrebačkoga Dinama. U Srbiji je vodio Sopot, ekspozituru Crvene zvezde.
Od lipnja do studenoga 2011. godine bio je trener banjolučkog Borca.

## Športsko-administrativna karijera
Bio je športski direktor zagrebačkoga Dinama. 

## Priznanja

### Klupska
Dinamo
- Prvenstvo Jugoslavije (1): 1981./82.
- Kup maršala Tita (1): 1982./83.